# 拟小螺属
拟小螺属是田螺科之下的一個属，是一類在淡水生活的主扭舌類腹足纲软体动物，由勃兰特（Brandt）在1971年命名，Trochotaia trochoides是拟小螺属的模式种。長久以來，本屬一直都是一個單型属，直至2011年中國云南省的洱海發現了塔形拟小螺（T. pyramidella）。

## 物種
- Trochotaia trochoides（英语：Trochotaia trochoides） (Martens, 1860)（模式種）
- 塔形拟小螺（Trochotaia pyramidella） Du, Yang & Chen, 2011[3][4]

## 外部連結
- Trochotaia Brandt, 1974[永久] -- 网络生命大百科(EOL)